# Gary Stonadge
Gary Stonadge is een Brits bassist, liedjesschrijver en diskjockey, afkomstig uit Engeland. Stonadge is vooral bekend als bassist van de postpunk-formatie Big Audio Dynamite, opgericht door Don Letts en gewezen The Clash-gitarist Mick Jones.
Stonadge behoorde tot Big Audio Dynamite van 1990 tot 1995 en bracht vijf albums uit met de groep (studioalbums, live-albums en compilatiealbums zijn inbegrepen). In 1990 verving hij Leo Williams als bassist van de formatie. Met de band genoot Stonadge succes met de single "Rush" en het album The Globe.